# Свечникова, Инна (танцовщица)
Инна Свечникова (21 сентября 1986 года, Новосибирск) — российская танцовщица.

## Биография
Родилась 21 сентября 1986 года в Новосибирске.
Образование получала в Москве, в частной академии образования Натальи Нестеровой.

## Карьера
Представляла танцевально-спортивный клуб «Дуэт» в паре с Андреем Филипповым.
После завершения карьеры Инна устроилась тренером в столичный фитнес-центр, где много работала со звёздами.
Позже стала участницей и хореографом проекта «Танго со звездами».
В 2012 году — хореограф проекта «Звездные Танцы» на канале «Канал 7» (Казахстан).
В 2013 году — главный хореограф проекта «Танцуй, Танцуй!» на «Канал 7» (Казахстан).
В 2013 году — участница проекта Аллы Сигаловой «Большой Джаз» на канале «Россия-Культура».
С 2013 года Инна Свечникова выступает в паре с Николаем Пантюхиным.
С 2013 года — ведущий мастер-преподаватель и хореограф-постановщик танцевальных направлений дома танца Bossa Nova.
Главный хореограф студии Park City Dance.

### «Танцы со звёздами»
В 2009 году, по совету Тины Канделаки, подала заявку на шоу. Танцевала в том году с певцом Иракли Пирцхалавой.
В 2010 году вышла на паркет с актёром Иваном Оганесяном.
Вернулась на проект в 2015 году, но уже в роли хореографа.
В 2016 году опять вышла на танцпол с актёром Евгением Ткачуком. Дошли до финала.
В 2020 году танцевала с актёром Иваном Стебуновым. С первых эфиров они завоевали любовь зрителей, которая помогла им одержать победу.
В 2021 году вышла танцевать с актёром Евгением Морозовым. Вылетели перед полуфиналом.

## Личная жизнь
Была замужем дважды.
Первый брак с Антонио Фернандесом продлился недолго.
Второй раз вышла замуж за Антона Старцева в 2016 году.
В 2019 году родила сына — Богдана.

## Награды
- Чемпионка России по латиноамериканской и европейской программам[6].
- Бронзовый призёр чемпионата мира по латиноамериканской и европейской программам[6].
- Мастер спорта России по спортивным бальным танцам[6].
- Призёр и чемпионка открытых чемпионатов Англии, Германии, Австрии, Италии, Болгарии[6].
- Победительница шоу «Танцы со звёздами» (2020)[6].